# Finále Grand Prix IAAF 1987
3. Finále Grand Prix IAAF – lehkoatletický závod, který se odehrál 11. září roku 1987 v Bruselu na stadionu Stadion krále Baudouina. 

## Výsledky

### Muži
| Disciplína     | 1. místo         | 2. místo          | 3. místo           |
| Běh na 200 m   | Thomas Jefferson | Calvin Smith      | Robson da Silva    |
| Běh na 400 m   | Danny Everett    | Innocent Egbunike | Michael Franks     |
| Běh na 1500 m  | Abdi Bile        | Jim Spivey        | Markus Hacksteiner |
| Běh na 5000 m  | Arturo Barrios   | Sydney Maree      | Paul Williams      |
| 110 m překážek | Tonie Campbell   | Greg Foster       | Mark McKoy         |
| Skok o tyči    | Sergej Bubka     | Earl Bell         | Thierry Vigneron   |
| Skok daleký    | Mike Powell      | Robert Emmijan    | Larry Myricks      |
| Hod diskem     | Alois Hannecker  | Luis Delís        | Romas Ubartas      |
| Hod oštěpem    | Viktor Jevsjukov | Tom Petranoff     | Jan Železný        |

### Ženy
| Disciplína     | 1. místo                   | 2. místo           | 3. místo           |
| Běh na 100 m   | Merlene Otteyová           | Anelia Nuneva      | Angela Bailey      |
| Běh na 800 m   | Ana Fidelia Quirotová      | Doina Melinteová   | Kirsty Wade        |
| Běh na 1 míli  | Elly van Hulstová          | Paula Ivanová      | Doina Melinteová   |
| Běh na 3000 m  | Jelena Romanovová          | Maricica Puicăová  | Liz Lynch          |
| 400 m překážek | Debbie Flintoff-King       | Sandra Farmer      | Judi Brown-King    |
| Skok vysoký    | Stefka Kostadinovová       | Svetlana Isaeva    | Tamara Bykovová    |
| Skok daleký    | Jackie Joynerová-Kerseeová | Galina Čisťakovová | Helga Radtkeová    |
| Vrh koulí      | Natalja Lisovská           | Heike Hartwigová   | Helena Fibingerová |